# Jacques Aimé Dessalines
Titre
Prince impérial d'Haïti
2 septembre 1804 – 17 octobre 1806
(2 ans, 1 mois et 15 jours)
Jacques Aimé Dessalines connu aussi sous le nom de Jacques Dessalines, également surnommé Jacques Bien-Aimé, né le 2 avril 1793 à Saint-Marc et mort le 23 décembre 1832, est un prince haïtien, fils aîné et héritier de Jean-Jacques Dessalines, empereur d'Haïti sous le nom de Jacques Ier, et de son épouse l'impératrice Marie-Claire Bonheur.

## Biographie
Jacques Bien-Aimé est né en 1793 à Saint-Marc dans la colonie française de Saint-Domingue. Son père, Jean-Jacques Dessalines, est un ancien esclave, membre de la rébellion contre les Français et acteur de l'indépendance d'Haïti. Combattant au service de Boukman Dutty, Biassou puis de Toussaint Louverture, Dessalines accède d'abord au rang de lieutenant puis à celui de général. Sa mère, Marie-Claire Bonheur, issue d'une famille libre, est au service des frères de saint Jean de Dieu, un ordre religieux hospitalier. 
Troisième d'une famille de sept enfants, Jacques Bien-Aimé a également plusieurs frères et sœurs illégitimes, reconnus plus tard par son père, notamment la célèbre icône de l'indépendance haïtienne, Catherine Flon. 
En 1802, après la défaite puis la capture de Louverture lors de l'expédition des Français, Dessalines se rallie au général Leclerc. En 1803, à la tête d'une nouvelle insurrection, il bat les Français, proclame l'indépendance d'Haïti en 1804 et s'autoproclame par la suite « gouverneur général à vie », prenant ainsi les pleins pouvoirs. 
Le 2 septembre 1804, Dessalines se proclame empereur d'Haïti sous le nom de Jacques Ier et se fait couronner au Cap-Haïtien le 8 octobre 1804 par l'archevêque Jean-Baptiste-Joseph Brelle. Dans la constitution impériale, rédigée par l'empereur lui-même, il est précisé que la monarchie impériale est héréditaire. Ainsi, le fils aîné de Dessalines, Jacques, est fait prince impérial et héritier de la couronne à l'âge de 9 ans. 
Le 16 octobre 1806, l'empereur prend connaissance d'une tentative de révolte. Sur le chemin de retour après son passage à Jacmel, il dit à son fils : « Mon fils tiens-toi prêt, après tout ce que je viens de faire dans le sud si les citoyens ne se soulèvent pas c'est qu'ils ne sont pas des hommes. ». Le lendemain, le 17 octobre 1806, à Pont-Rouge, au nord de Port-au-Prince, l'empereur est assassiné à la suite d'un complot orchestré par ses généraux dont Alexandre Pétion, Jean-Pierre Boyer, André Rigaud, Bruno Blanchet et sans doute Henri Christophe. 
Après l'assassinat de l'empereur, ses ministres tentent de faire reconnaître son fils comme souverain légitime, mais l'empire est immédiatement aboli par les assassins de Dessalines. L'impératrice quitte alors la capitale avec ses enfants. Le dernier fidèle de l'Empire, le général François Capois, est assassiné à son tour par les hommes de Christophe, après avoir tenté en vain de mettre sur le trône le jeune Jacques Bien-Aimé.
Exilé avec sa famille dans la partie espagnole de l'île d'Hispaniola, il reste dans l'ombre dans les années qui suivent la chute du Premier empire. 
Marié avec Adélaïde Appolon, le couple n'a qu'une fille : Marie-Françoise Dessalines (23 décembre 1832 - ?), ce qui met fin à la lignée directe légitime descendant de Jean-Jacques Dessalines. 